# Bærum Sportsklubb 2014
Questa voce raccoglie le informazioni riguardanti il Bærum Sportsklubb nelle competizioni ufficiali della stagione 2014.

## Stagione
A seguito della vittoria del gruppo 1 del campionato 2013, il Bærum si è guadagnato la promozione nella 1. divisjon, secondo livello calcistico locale. La squadra ha chiuso la stagione al quinto posto, centrando così l'accesso alle qualificazioni all'Eliteserien, in cui è stato sconfitto dal Mjøndalen al secondo turno; l'avventura nel Norgesmesterskapet 2014 si è chiusa invece al secondo turno, con l'eliminazione per mano del Lyn. Il calciatore più utilizzato in stagione è stato Andreas Aalbu con 33 presenze (29 in campionato, 2 nelle qualificazioni all'Eliteserien e 2 in coppa), mentre Amahl Pellegrino è stato il miglior marcatore con 11 reti (10 in campionato e una in coppa).

## Rosa
| N. |                     | Ruolo | Calciatore            |
| -- | ------------------- | ----- | --------------------- |
| 1  | Norvegia (bandiera) | P     | Jørgen Mohus          |
| 2  | Norvegia (bandiera) | D     | Sebastian Troupe      |
| 3  | Norvegia (bandiera) | D     | Mounir El Masrouri    |
| 4  | Svezia (bandiera)   | D     | Mattias Pedersen      |
| 5  | Norvegia (bandiera) | D     | Jan Aubert            |
| 6  | Norvegia (bandiera) | D     | Babs Akinyemi         |
| 7  | Norvegia (bandiera) | C     | Daniel Berg           |
| 8  | Norvegia (bandiera) | D     | Lars Rønningen Sandbu |
| 10 | Norvegia (bandiera) | A     | Amahl Pellegrino      |
| 11 | Norvegia (bandiera) | A     | Jan Tømmernes         |
| 14 | Norvegia (bandiera) | C     | Ola Scheele Moe       |
| 15 | Norvegia (bandiera) | C     | Simen Juklerød        |
| 16 | Norvegia (bandiera) | D     | Thomas Utter Jensen   |
| 17 | Norvegia (bandiera) | C     | Tokmac Nguen          |
| 17 | Norvegia (bandiera) | C     | Mohamed Mahnin        |

| N. |                        | Ruolo | Calciatore           |
| -- | ---------------------- | ----- | -------------------- |
| 18 | Norvegia (bandiera)    | D     | Mats Joachim Walberg |
| 19 | Norvegia (bandiera)    | A     | Eirik Kosi Nervold   |
| 20 | Stati Uniti (bandiera) | A     | Bobby Warshaw        |
| 20 | Norvegia (bandiera)    | A     | Markus Fjørtoft      |
| 21 | Norvegia (bandiera)    | C     | Kristoffer Tollås    |
| 22 | Polonia (bandiera)     | P     | Grzegorz Flasza      |
| 23 | Norvegia (bandiera)    | A     | Monir Benmoussa      |
| 24 | Norvegia (bandiera)    | D     | Nikolai Takle Hagen  |
| 25 | Norvegia (bandiera)    | D     | Morten Ruud Irgens   |
| 26 | Liberia (bandiera)     | A     | Dauda Bortu          |
| 27 | Norvegia (bandiera)    | C     | Tin Hoang            |
| 28 | Norvegia (bandiera)    | C     | Lamin Jaiteh         |
| 33 | Norvegia (bandiera)    | D     | Anders Emil Nedrebø  |
| 34 | Norvegia (bandiera)    | P     | Sofus Rasmussen      |
| 37 | Norvegia (bandiera)    | A     | Andreas Aalbu        |

## Calciomercato

### Sessione invernale(dal 01/01 al 31/03)
| Arrivi | Arrivi              | Arrivi          | Arrivi     |
| R.     | Nome                | da              | Modalità   |
| ------ | ------------------- | --------------- | ---------- |
| P      | Jørgen Mohus        |                 | svincolato |
| D      | Anders Emil Nedrebø |                 | svincolato |
| D      | Mattias Pedersen    | Västra Frölunda | definitivo |
| D      | Thomas Utter Jensen | Ørn-Horten      | definitivo |
| C      | Kristoffer Tollås   | Asker           | definitivo |
| A      | Andreas Aalbu       | Kristiansund BK | definitivo |
| A      | Monir Benmoussa     | Vålerenga       | definitivo |
| A      | Jan Tømmernes       |                 | svincolato |

| Partenze | Partenze         | Partenze   | Partenze   |
| R.       | Nome             | a          | Modalità   |
| -------- | ---------------- | ---------- | ---------- |
| D        | Edo Čolić        |            | svincolato |
| D        | Henrik Dahl      |            | svincolato |
| C        | Fredrik Cornell  |            | svincolato |
| C        | Marius Lundemo   | Lillestrøm | definitivo |
| C        | Ulrik Roaldsøy   |            | svincolato |
| A        | Erbin Llullaku   |            | svincolato |
| A        | Eirik Markegård  |            | svincolato |
| A        | Magnus Mikkelsen |            | svincolato |

### Sessione estiva(dal 15/07 al 15/08)
| Arrivi | Arrivi               | Arrivi       | Arrivi     |
| R.     | Nome                 | da           | Modalità   |
| ------ | -------------------- | ------------ | ---------- |
| D      | Mats Joachim Walberg | Fana         | definitivo |
| C      | Tokmac Nguen         | Strømsgodset | prestito   |
| A      | Bobby Warshaw        | GAIS         | definitivo |

| Partenze | Partenze         | Partenze         | Partenze   |
| R.       | Nome             | a                | Modalità   |
| -------- | ---------------- | ---------------- | ---------- |
| C        | Mohamed Mahnin   | Grorud           | definitivo |
| A        | Markus Fjørtoft  | Duke Blue Devils | definitivo |
| A        | Amahl Pellegrino | Lillestrøm       | definitivo |

## Risultati

### 1. divisjon

#### Girone di andata
| Arbitro: | Kai Erik Steen |

|                                   |           |                                       |
| Aalbu 5’, 23’, 49’ Pellegrino 10’ | Marcatori | 31’ Kaland 59’ Riski 88’ (rig.) Solli |

| Arbitro: | Anders Gjermshus |

|            |           |                                     |
| Tveita 56’ | Marcatori | 51’ Pellegrino 76’ Rønningen Sandbu |

| Arbitro: | Kjetil Thorsø Hansen |

|                         |           |                  |
| Pellegrino 69’ Berg 78’ | Marcatori | 73’ Lie Skålevik |

| Arbitro: | Anders Gjermshus |

|                          |           |                       |
| Amundsen 6’ Agwuocha 84’ | Marcatori | 31’ Nedrebø 90’ Aalbu |

| Arbitro: | Mads Ahlsen |

|  |           |                       |
|  | Marcatori | 30’, 54’, 81’ Braaten |

| Arbitro: | Martin Lundby |

|               |           |  |
| Kirkevold 29’ | Marcatori |  |

| Arbitro: | Mads Andreas Ahlsen |

|                           |           |                  |
| Irgens 30’ Pellegrino 90’ | Marcatori | 87’ (rig.) Mendy |

| Arbitro: | Kristoffer Helgerud |

|                                                           |           |                     |
| Moldskred 9’ Norbye 25’ R. Johansen 46’, 71’ Andersen 67’ | Marcatori | 45’ Tollås 75’ Berg |

| Arbitro: | Kim Rune Borgersen |

|                          |           |          |
| Pellegrino 11’, 31’, 58’ | Marcatori | 15’ Mork |

| Arbitro: | Ole Gya |

|                                              |           |  |
| Aalbu 30’ (aut.) Idris 87’ Sylling Olsen 90’ | Marcatori |  |

| Arbitro: | Kristoffer Hagenes |

|  |           |             |
|  | Marcatori | 90’ Tepurić |

| Arbitro: | Anders Gjermshus |

|                                       |           |  |
| Bye 4’, 59’ Aas 30’, 59’ Blakstad 72’ | Marcatori |  |

| Arbitro: | Per Erik Haugen |

|           |           |  |
| Tollås 7’ | Marcatori |  |

| Arbitro: | Anders Gjermshus |

|                     |           |                                                      |
| V. Lysvoll 17’, 81’ | Marcatori | 8’ Tollås 28’ (rig.) Rønningen Sandbu 74’ Pellegrino |

| Arbitro: | Anders Gjermshus |

|                |           |                                                      |
| Pellegrino 85’ | Marcatori | 27’ Sundli 48’ (rig.) Semb Aasmundsen 90’ Midtgarden |

#### Girone di ritorno
| Arbitro: | Ole Gya |

|                                              |           |                  |
| Torske 16’ Mendy 23’ Økland 25’ Kalludra 73’ | Marcatori | 78’ Kosi Nervold |

| Arbitro: | Kim Rune Borgersen |

|                  |           |  |
| Kosi Nervold 86’ | Marcatori |  |

| Arbitro: | Ole Gya |

|             |           |                              |
| Hetlevik 5’ | Marcatori | 30’ Benmoussa 50’ Pellegrino |

| Arbitro: | Kjetil Thorsø Hansen |

|  |           |                                         |
|  | Marcatori | 13’ Berg 37’ Tollås 39’ Aalbu 89’ Aalbu |

| Arbitro: | Finn Morten Steen |

|                |           |                 |
| Aalbu 32’, 60’ | Marcatori | 78’ J. Johansen |

| Arbitro: | Per Erik Haugen |

|                                   |           |                                           |
| Reginiussen 43’ Rognerud Eira 45’ | Marcatori | 26’ (rig.) Tollås 33’ Warshaw 70’ Nedrebø |

| Arbitro: | Rohit Saggi |

|            |           |  |
| Tollås 81’ | Marcatori |  |

| Arbitro: | Valdimar Palsson |

|                      |           |            |
| Hæstad 21’ Riski 37’ | Marcatori | 9’ Warshaw |

| Sandvika 14 settembre 2014, ore 17:30 24ª giornata | Bærum                 | 0 – 0 referto | Ranheim | Sandvika Stadion (423 spett.)\| Arbitro: \| Trustin Farrugia Cann \| |
| Arbitro:                                           | Trustin Farrugia Cann |               |         |                                                                      |

| Arbitro: | Steinar Hauge |

|  |           |                            |
|  | Marcatori | 12’ Pedersen 73’ Benmoussa |

| Arbitro: | Kai Erik Steen |

|          |           |                     |
| Berg 52’ | Marcatori | 19’ (aut.) Pedersen |

| Arbitro: | Jan Morten Tennøy |

|                                                |           |                                               |
| Rønningen Sandbu 38’ (rig.) Aalbu 50’ Berg 54’ | Marcatori | 7’ Pedersen 61’ Sellin 71’ Risholt 76’ Strand |

| Arbitro: | Kim Rune Borgersen |

|                                     |           |           |
| Johansen Westgaard 61’ Aleesami 84’ | Marcatori | 80’ Nguen |

| Arbitro: | Per Erik Haugen |

|                                                               |           |                            |
| Berg 27’, 30’ Pedersen 34’ Nedrebø 48’ Aalbu 67’ Akinyemi 78’ | Marcatori | 28’ Sjølstad 36’ Hollingen |

| Arbitro: | Kai Erik Steen |

|              |           |             |
| Kapidžić 14’ | Marcatori | 85’ Warshaw |

#### Qualificazioni all'Eliteserien
| Arbitro: | Anders Johansen |

|  |           |                                  |
|  | Marcatori | 54’ Warshaw 90’ Rønningen Sandbu |

| Arbitro: | Trond Ivar Døvle |

|                                                                              |           |            |
| Flasza 90’ (aut.) Sylling Olsen 108’ Olsen Solberg 118’ (rig.) Kapidžić 120’ | Marcatori | 75’ Tollås |

### Norgesmesterskapet
| Arbitro: | Sulman Hussain |

|  |           |                                 |
|  | Marcatori | 20’ Utter Jensen 86’ Pellegrino |

| Arbitro: | Tommy Frydenlund |

|                                           |           |                                               |
| Tollås 15’ Kosi Nervold 29’ Benmoussa 57’ | Marcatori | 8’, 112’ (rig.) Isaksen 17’ Sereba 79’ Sistek |

## Statistiche

### Statistiche di squadra
| Competizione                   | Punti | In casa | In casa | In casa | In casa | In casa | In casa | In trasferta | In trasferta | In trasferta | In trasferta | In trasferta | In trasferta | Totale | Totale | Totale | Totale | Totale | Totale | DR |
| Competizione                   | Punti | G       | V       | N       | P       | Gf      | Gs      | G            | V            | N            | P            | Gf           | Gs           | G      | V      | N      | P      | Gf     | Gs     | DR |
| ------------------------------ | ----- | ------- | ------- | ------- | ------- | ------- | ------- | ------------ | ------------ | ------------ | ------------ | ------------ | ------------ | ------ | ------ | ------ | ------ | ------ | ------ | -- |
| 1. divisjon                    | 49    | 15      | 9       | 2       | 4       | 27      | 21      | 15           | 6            | 2            | 7            | 24           | 31           | 30     | 15     | 4      | 11     | 51     | 52     | -1 |
| Qualificazioni all'Eliteserien | -     | 0       | 0       | 0       | 0       | 0       | 0       | 2            | 1            | 0            | 1            | 3            | 4            | 1      | 1      | 0      | 1      | 3      | 4      | -1 |
| Norgesmesterskapet             | -     | 1       | 0       | 0       | 1       | 3       | 4       | 1            | 1            | 0            | 0            | 2            | 0            | 2      | 1      | 0      | 1      | 5      | 4      | +1 |
| Totale                         | -     | 16      | 9       | 2       | 5       | 30      | 25      | 18           | 8            | 2            | 8            | 29           | 35           | 33     | 17     | 4      | 13     | 59     | 60     | -1 |

### Statistiche dei giocatori
| Giocatore           | 1. divisjon | 1. divisjon | 1. divisjon | 1. divisjon | Norgesmesterskapet | Norgesmesterskapet | Norgesmesterskapet | Norgesmesterskapet | Qual. Eliteserien | Qual. Eliteserien | Qual. Eliteserien | Qual. Eliteserien | Totale   | Totale | Totale      | Totale     |
| Giocatore           | Presenze    | Reti        | Ammonizioni | Espulsioni  | Presenze           | Reti               | Ammonizioni        | Espulsioni         | Presenze          | Reti              | Ammonizioni       | Espulsioni        | Presenze | Reti   | Ammonizioni | Espulsioni |
| ------------------- | ----------- | ----------- | ----------- | ----------- | ------------------ | ------------------ | ------------------ | ------------------ | ----------------- | ----------------- | ----------------- | ----------------- | -------- | ------ | ----------- | ---------- |
| A. Aalbu            | 29          | 9           | 4           | 0           | 2                  | 0                  | 0                  | 0                  | 2                 | 0                 | 0                 | 0                 | 33       | 9      | 4           | 0          |
| B. Akinyemi         | 14          | 1           | 1           | 0           | 0                  | 0                  | 0                  | 0                  | 2                 | 0                 | 1                 | 0                 | 16       | 1      | 2           | 0          |
| J. Aubert           | 28          | 0           | 0           | 0           | 2                  | 0                  | 0                  | 0                  | 2                 | 0                 | 1                 | 0                 | 32       | 0      | 1           | 0          |
| M. Benmoussa        | 22          | 2           | 1           | 0           | 2                  | 1                  | 0                  | 0                  | 2                 | 0                 | 0                 | 0                 | 26       | 3      | 1           | 0          |
| D. Berg             | 30          | 7           | 1           | 0           | 0                  | 0                  | 0                  | 0                  | 2                 | 0                 | 0                 | 0                 | 32       | 7      | 1           | 0          |
| D. Bortu            | 0           | 0           | 0           | 0           | 0                  | 0                  | 0                  | 0                  | 0                 | 0                 | 0                 | 0                 | 0        | 0      | 0           | 0          |
| M. El Masrouri      | 13          | 0           | 2           | 0           | 2                  | 0                  | 0                  | 0                  | 2                 | 0                 | 1                 | 0                 | 17       | 0      | 3           | 0          |
| M. Fjørtoft         | 0           | 0           | 0           | 0           | 0                  | 0                  | 0                  | 0                  | -                 | -                 | -                 | -                 | 0        | 0      | 0           | 0          |
| G. Flasza           | 28          | -46         | 1           | 0           | 0                  | 0                  | 0                  | 0                  | 2                 | -2                | 0                 | 1                 | 30       | -48    | 1           | 1          |
| T. Hoang            | 0           | 0           | 0           | 0           | 0                  | 0                  | 0                  | 0                  | 0                 | 0                 | 0                 | 0                 | 0        | 0      | 0           | 0          |
| M. Irgens           | 10          | 1           | 1           | 0           | 2                  | 0                  | 0                  | 0                  | 0                 | 0                 | 0                 | 0                 | 12       | 1      | 1           | 0          |
| L. Jaiteh           | 0           | 0           | 0           | 0           | 0                  | 0                  | 0                  | 0                  | 0                 | 0                 | 0                 | 0                 | 0        | 0      | 0           | 0          |
| S. Juklerød         | 25          | 0           | 1           | 0           | 2                  | 0                  | 0                  | 0                  | 1                 | 0                 | 0                 | 0                 | 28       | 0      | 1           | 0          |
| E. Kosi Nervold     | 11          | 2           | 1           | 0           | 2                  | 1                  | 0                  | 0                  | 0                 | 0                 | 0                 | 0                 | 13       | 3      | 1           | 0          |
| M. Mahnin           | 0           | 0           | 0           | 0           | 2                  | 0                  | 1                  | 0                  | -                 | -                 | -                 | -                 | 2        | 0      | 1           | 0          |
| J. Mohus            | 2           | -6          | 0           | 0           | 2                  | -4                 | 1                  | 0                  | 0                 | -0                | 0                 | 0                 | 4        | -10    | 1           | 0          |
| A. Nedrebø          | 27          | 3           | 7           | 0           | 0                  | 0                  | 0                  | 0                  | 0                 | 0                 | 0                 | 0                 | 27       | 3      | 7           | 0          |
| T. Nguen            | 11          | 2           | 0           | 0           | -                  | -                  | -                  | -                  | 2                 | 0                 | 2                 | 0                 | 13       | 2      | 2           | 0          |
| M. Pedersen         | 27          | 2           | 3           | 1           | 1                  | 0                  | 0                  | 0                  | 2                 | 0                 | 0                 | 0                 | 30       | 2      | 3           | 1          |
| A. Pellegrino       | 18          | 10          | 2           | 0           | 2                  | 1                  | 0                  | 0                  | -                 | -                 | -                 | -                 | 20       | 11     | 2           | 0          |
| S. Rasmussen        | 0           | 0           | 0           | 0           | 0                  | 0                  | 0                  | 0                  | 0                 | 0                 | 0                 | 0                 | 0        | 0      | 0           | 0          |
| L. Rønningen Sandbu | 27          | 3           | 6           | 0           | 0                  | 0                  | 0                  | 0                  | 2                 | 1                 | 1                 | 0                 | 29       | 4      | 7           | 0          |
| O. Scheele Moe      | 0           | 0           | 0           | 0           | 2                  | 0                  | 1                  | 0                  | 0                 | 0                 | 0                 | 0                 | 2        | 0      | 1           | 0          |
| N. Takle Hagen      | 7           | 0           | 0           | 0           | 1                  | 0                  | 0                  | 0                  | 0                 | 0                 | 0                 | 0                 | 8        | 0      | 0           | 0          |
| K. Tollås           | 28          | 6           | 4           | 0           | 1                  | 1                  | 0                  | 0                  | 2                 | 1                 | 0                 | 0                 | 31       | 8      | 4           | 0          |
| J. Tømmernes        | 10          | 0           | 1           | 0           | 1                  | 0                  | 0                  | 0                  | 0                 | 0                 | 0                 | 0                 | 11       | 0      | 1           | 0          |
| S. Troupe           | 20          | 0           | 1           | 0           | 1                  | 0                  | 0                  | 0                  | 0                 | 0                 | 0                 | 0                 | 21       | 0      | 1           | 0          |
| T. Utter Jensen     | 4           | 0           | 1           | 0           | 1                  | 1                  | 0                  | 0                  | 0                 | 0                 | 0                 | 0                 | 5        | 1      | 1           | 0          |
| M. Walberg          | 6           | 0           | 0           | 0           | -                  | -                  | -                  | -                  | 2                 | 0                 | 0                 | 0                 | 8        | 0      | 0           | 0          |
| B. Warshaw          | 12          | 3           | 2           | 0           | -                  | -                  | -                  | -                  | 2                 | 1                 | 0                 | 0                 | 14       | 4      | 2           | 0          |